# Fritz Klimsch

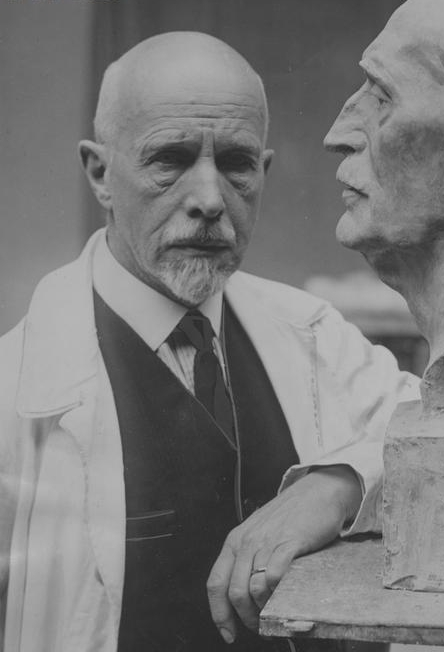
Fritz Klimsch 1940.

Fritz Klimsch, född 10 februari 1870 i Frankfurt, död 30 mars 1960 i Freiburg, var en tysk skulptör.
Klimsch var från 1921 professor vid konsthögskolan i Charlottenburg. Han hörde till den klassiska tyska skulptörtraditionen men utvecklade ett personligt präglat formspråk. Bland hans arbeten märks Virchowmonumentet i Berlin samt porträttbyster av Max Liebermann (1916) och Wilhelm von Bode (1923).

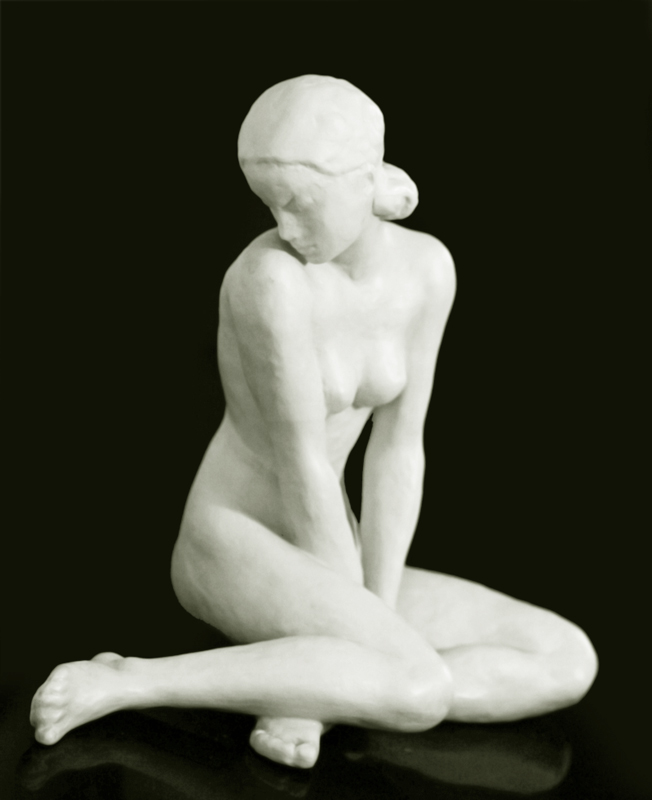
Nakenhet (porslin)
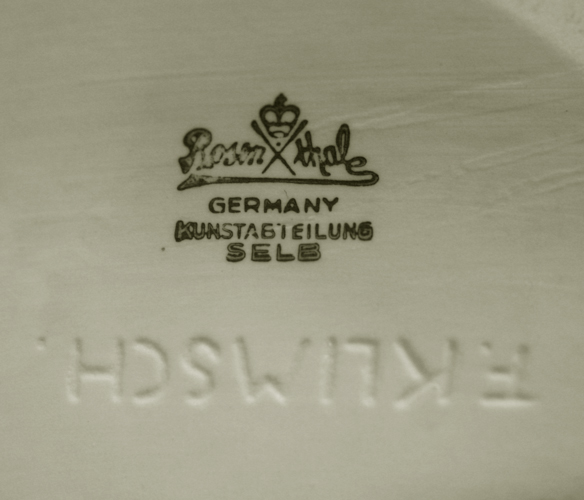
Klimsch fabrik
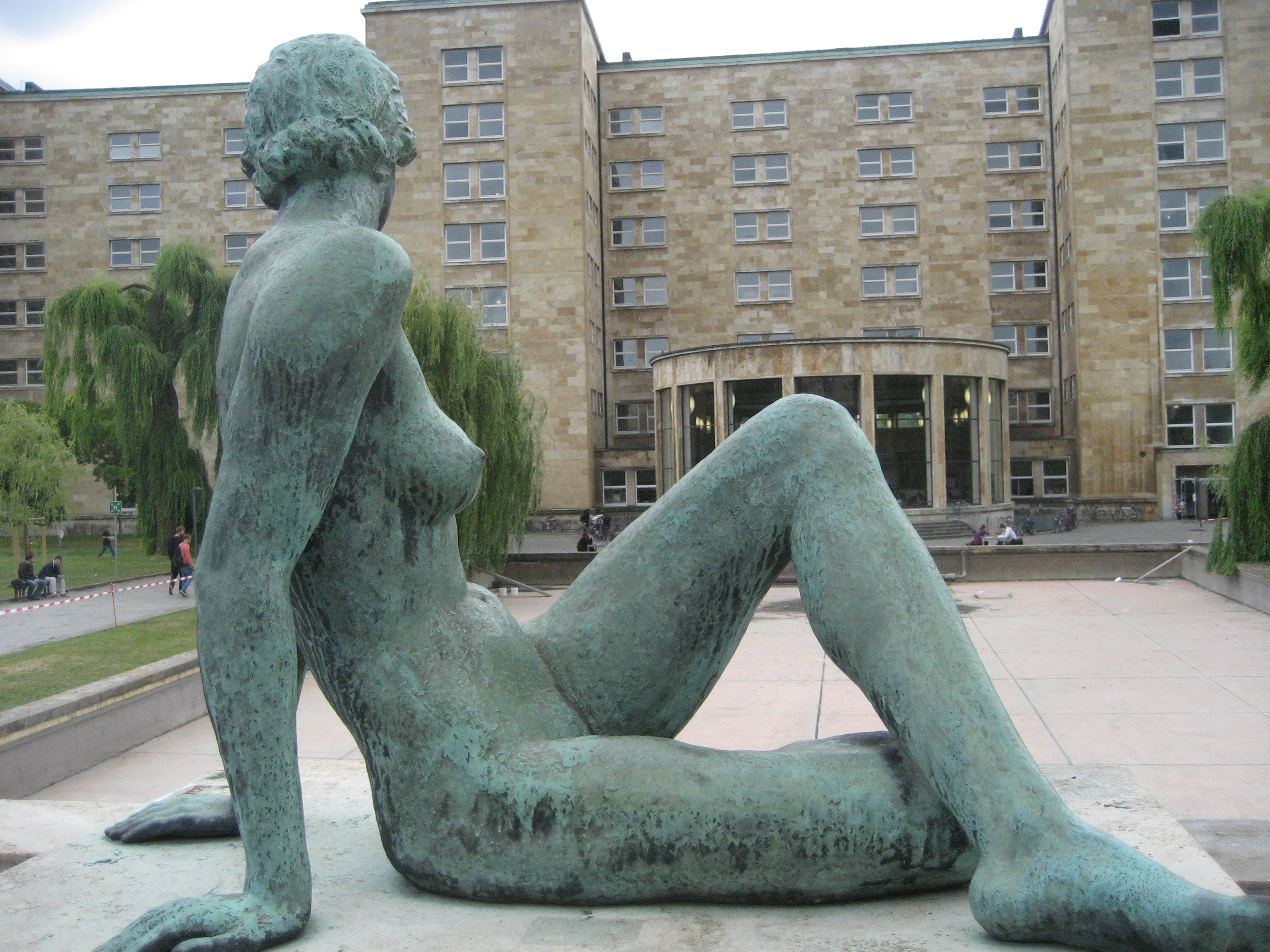
Nymphe am Wasser (Frankfurt am Main)